# Frankrijk op de Olympische Jeugdwinterspelen 2012
Frankrijk was een van de landen die deelnam aan de Olympische Jeugdwinterspelen 2012 in Innsbruck, Oostenrijk.

## Medailleoverzicht
| Sport                                                                    | Olympiër                                                   | Onderdeel              | Medaille |
| ------------------------------------------------------------------------ | ---------------------------------------------------------- | ---------------------- | -------- |
| Alpineskiën                                                              | Clara Direz                                                | reuzenslalom (v)       | Goud     |
| Alpineskiën                                                              | Estelle Alphand                                            | super-g (v)            | Goud     |
| Alpineskiën                                                              | Estelle Alphand                                            | reuzenslalom (v)       | Zilver   |
| Alpineskiën                                                              | Estelle Alphand                                            | super combinatie (v)   | Zilver   |
| Alpineskiën                                                              | Estelle Alphand Clara Direz Leny Herpin Victor Schuller    | teamwedstrijd          | Brons    |
| Freestyleskiën                                                           | Marine Tripier Mondancin                                   | half-pipe (v)          | Brons    |
| Biatlon                                                                  | Aristide Bergue                                            | 7,5 km sprint (m)      | Brons    |
| Biatlon                                                                  | Aristide Begue Chloe Chevalier Fabien Claude Lea Ducordeau | gemengd team estafette | Brons    |
| Snowboarden                                                              | Lucile Lefevre                                             | half-pipe (v)          | Brons    |
| Als lid van een gemengd landenteam (telt niet mee voor landenklassement) |                                                            |                        |          |
| Kunstrijden                                                              | Estelle Elizabeth Romain Le Gac                            | gemengd team           | Brons    |
| Shorttrack                                                               | Yoann Martinez                                             | gemengd team           | Brons    |

## Deelnemers en resultaten
(m) = mannen, (v) = vrouwen 

### Alpineskiën
| Olympiër                                                               | Onderdeel           | Resultaat | Prestatie                                                                             |
| ---------------------------------------------------------------------- | ------------------- | --------- | ------------------------------------------------------------------------------------- |
| Leny Herpin                                                            | super g (m)         | -         | - (DNF)                                                                               |
| Leny Herpin                                                            | supercombinatie (m) | 5e        | 1.42,25 (+1,80) (1.05,10, 37,15)                                                      |
| Leny Herpin                                                            | reuzenslalom (m)    | -         | - (-) (DNF, -)                                                                        |
| Leny Herpin                                                            | slalom (m)          | -         | - (-) (DNF, -)                                                                        |
| Victor Schuller                                                        | super g (m)         | 4e        | 1.04,81 (+0,36)                                                                       |
| Victor Schuller                                                        | supercombinatie (m) | 12e       | 1.43,65 (+3,20) (1.04,65, 39,00)                                                      |
| Victor Schuller                                                        | reuzenslalom (m)    | -         | - (-) (57,35, DNF)                                                                    |
| Victor Schuller                                                        | slalom (m)          | 15e       | 1.23,73 (+5,37) (43,21, 40,52)                                                        |
|                                                                        |                     |           |                                                                                       |
| Estelle Alphand                                                        | super g (v)         | Goud      | 1.05,78 (-)                                                                           |
| Estelle Alphand                                                        | supercombinatie (v) | Zilver    | 1.41,41 (+0,59) (1.04,74, 36,67)                                                      |
| Estelle Alphand                                                        | reuzenslalom (v)    | Zilver    | 1.56,34 (+0,21) (57,69, 58,65)                                                        |
| Estelle Alphand                                                        | slalom (v)          | 6e        | 1.22,22 (+2,46) (42,76, 39,46)                                                        |
| Clara Direz                                                            | super g (v)         | 4e        | 1.06,09 (+0,31)                                                                       |
| Clara Direz                                                            | supercombinatie (v) | 6e        | 1.42,31 (+1,49) (1.05,64, 36,67)                                                      |
| Clara Direz                                                            | reuzenslalom (v)    | Goud      | 1.56,13 (-) (57,58, 58,55)                                                            |
| Clara Direz                                                            | slalom (v)          | -         | - (-) (DNF, -)                                                                        |
|                                                                        |                     |           |                                                                                       |
| Team Frankrijk Estelle Alphand Victor Schuller Clara Direz Leny Herpin | teamwedstrijd       | Brons     | 1/4F: 2-2 (45,55/45,95) Slovenië HF: 2-2 (45,43 / 45,23) Oostenrijk 3e/4e: 3-1 Italië |

### Biatlon
| Olympiër                                                         | Onderdeel                 | Resultaat | Prestatie                                                                                             |
| ---------------------------------------------------------------- | ------------------------- | --------- | --- |
| Aristide Begue                                                   | 7,5 km sprint (m)         | Brons     | 19.48,5 (+26,8) pen.: 1 (1+0)                                                                         |
| Aristide Begue                                                   | 10 km achtervolging (m)   | 8e        | +1.39,1 pen.: 7 (1+4+1+1)                                                                             |
| Fabien Claude                                                    | 7,5 km sprint (m)         | 16e       | 21.05,9 (+1.44,2) pen.: 4 (1+3)                                                                       |
| Fabien Claude                                                    | 10 km achtervolging (m)   | 11e       | +2.23,1 pen.: 6 (2+2+2+0)                                                                             |
|                                                                  |                           |           | |
| Chloe Chevalier                                                  | 6 km sprint (v)           | 12e       | 18.55,8 (+1.28,1) pen.: 3 (1+2)                                                                       |
| Chloe Chevalier                                                  | 7,5 km achtervolging (v)  | 15e       | +5.16,3 pen.:7 (3+1+2+1)                                                                              |
| Lea Ducordeau                                                    | 6 km sprint (v)           | 15e       | 19.13,6 (+1.45,9) pen.: 2 (2+0)                                                                       |
| Lea Ducordeau                                                    | 7,5 km achtervolging (v)  | 13e       | +4.57,9 pen.:5 (0+0+3+2)                                                                              |
| Lea Ducordeau Chloe Chevalier Fabien Claude Aristide Begue       | gemengde estafette        | Brons     | 1:13.27,8 (+2.21,0) (0+5 1+7) 17.13,8 (0+1 0+0) 18.24,1 (0+2 1+3) 19.08,8 (0+1 0+2) 18.41,1 (0+1 0+2) |
| Lea Ducordeau Constance Vulliet Fabien Claude Thomas Chambellant | biatlon/langlaufestafette | 5e        | 1:06.01,9 (0+5) 19.58,4 (0+1 0+2) 11.46,4 21.40,1 (0+1 0+1) 12.37,0                                   |

### Freestyleskiën
| Olympiër                 | Onderdeel     | Resultaat | Prestatie            |
| ------------------------ | ------------- | --------- | -------------------- |
| Cesar Fabre              | half pipe (m) | 5e        | 79,25 (74,75, 79,25) |
| Bastien Girard           | ski-cross (m) | 11e       | 59,27                |
|                          |               |           |                      |
| Marine Tripier Mondancin | half pipe (v) | Brons     | 69,5 (69,25, 69,50)  |
| Emma Vorger              | ski-cross (v) | 9e        | 1.01,87              |

### IJshockey
| Olympiër         | Onderdeel                 | Resultaat | Prestatie                                |
| ---------------- | ------------------------- | --------- | ---------------------------------------- |
| Thibaut Colombin | vaardigheidswedstrijd (m) | 14e       | kwalificatie: 5 punten                   |
| Morgane Rihet    | vaardigheidswedstrijd (v) | 6e        | 16 punten (kwalificatie: 6e (17 punten)) |

### Kunstrijden
| Olympiër                                                                             | Onderdeel           | Resultaat | Prestatie                                         |
| ------------------------------------------------------------------------------------ | ------------------- | --------- | ------------------------------------------------- |
| Timofei Novaikin                                                                     | solo (m)            | 8e        | 147.23 [kk: 52.17 (5), vk: 94.76 (9)]             |
|                                                                                      |                     |           |                                                   |
| Anais Ventard                                                                        | solo (v)            | 5e        | 136.08 [kk: 49.85 (4), vk: 86.23 (6)]             |
|                                                                                      |                     |           |                                                   |
| Estelle Elizabeth Romain Le Gac                                                      | ijsdansen           | 5e        | 106.42 [kk: 42.60 (6), vk: 63.82 (5)]             |
|                                                                                      |                     |           |                                                   |
| Team 6 KOR Park So-youn KAZ Alexander Lyan Estelle Elizabeth / Romain Le Gac         | gemengd landen team | Brons     | 14 pnt. (224.17) 08 (96.84) 01 (60.45) 05 (66.88) |
| Team 8 EST Sindra Kriisa Timofei Novaikin UKR Oleksandra Nazarova / Maksym Nikitin   | gemengd landen team | 4e        | 13 pnt. (236.52) 01 (58.52) 05 (99.56) 07 (78.44) |
| Team 3 Anais Ventard ITA Carlo Vittorio Palermo CZE Jana Cejkova / Aleksandr Sinicyn | gemengd landen team | 8e        | 11 pnt. (206.52) 05 (76.09) 02 (75.71) 04 (54.72) |

### Langlaufen
| Olympiër                                                         | Onderdeel                 | Resultaat | Prestatie                                                           |
| ---------------------------------------------------------------- | ------------------------- | --------- | ------------------------------------------------------------------- |
| Thomas Chambellant                                               | 10 km klassiek (m)        | 21e       | 31.55,0 (+2.26,2)                                                   |
| Thomas Chambellant                                               | sprint (m)                | 19e       | kwartfinale                                                         |
| Richard Jouve                                                    | 10 km klassiek (m)        | 23e       | 32.01,8 (+2.33,0)                                                   |
| Richard Jouve                                                    | sprint (m)                | 24e       | kwartfinale                                                         |
|                                                                  |                           |           |                                                                     |
| Alison Perrillat-Amede                                           | 5 km klassiek (v)         | 31e       | 17.41,7 (+3.23,7)                                                   |
| Alison Perrillat-Amede                                           | sprint (v)                | 33e       | kwalificatie                                                        |
| Constance Vulliet                                                | 5 km klassiek (v)         | 27e       | 17.15,0 (+2.57,0)                                                   |
| Constance Vulliet                                                | sprint (v)                | 29e       | kwartfinale                                                         |
|                                                                  |                           |           |                                                                     |
| Lea Ducordeau Constance Vulliet Fabien Claude Thomas Chambellant | biatlon/langlaufestafette | 5e        | 1:06.01,9 (0+5) 19.58,4 (0+1 0+2) 11.46,4 21.40,1 (0+1 0+1) 12.37,0 |

### Noordse combinatie
| Olympiër    | Onderdeel     | Resultaat | Prestatie                                                         |
| ----------- | ------------- | --------- | ----------------------------------------------------------------- |
| Tom Balland | Gundersen (m) | 12e       | schansspringen: 66,0 m - 104,7 p. (14e +2.11) langlaufen: +4.32,3 |

### Schansspringen
| Olympiër                                           | Onderdeel                                        | Resultaat | Prestatie                                                            |
| -------------------------------------------------- | ------------------------------------------------ | --------- | -------------------------------------------------------------------- |
| Arthur Royer                                       | individueel (m)                                  | 15e       | 199,8 ptn. (66,5 m en 61,5 m)                                        |
|                                                    |                                                  |           |                                                                      |
| Léa Lemare                                         | individueel (v)                                  | 4e        | 226,1 ptn. (67,0 m en 70,5 m)                                        |
|                                                    |                                                  |           |                                                                      |
| Team Frankrijk Léa Lemare Tom Balland Arthur Royer | gemengd team noordse combinatie / schansspringen | 9e        | 227,2 + 283,3 = 510,5 pnt. 080,9 + 081,4 069,1 + 093,8 077,2 + 108,1 |

### Shorttrack
| Olympiër                                                                         | Onderdeel                | Resultaat | Prestatie                                            |
| -------------------------------------------------------------------------------- | ------------------------ | --------- | ---------------------------------------------------- |
| Yoann Martinez                                                                   | 500 m (m)                | 16e       | KF (2): -                                            |
| Yoann Martinez                                                                   | 1000 m (m)               | 06e       | F (B): 1.40,840 HF (A/B2): 1.32,564 KF (3): 1.33,762 |
|                                                                                  |                          |           |                                                      |
| Team A Yoann Martinez KOR Shim Suk-hee AUT Melanie Brantner RUS Denis Ayrapetyan | gemengde landenestafette | Brons     | F (A): 4.26,352 HF (1): 4.21,668                     |

### Snowboarden
| Olympiër           | Onderdeel      | Resultaat | Prestatie                                                           |
| ------------------ | -------------- | --------- | ------------------------------------------------------------------- |
| Victor Habermacher | halfpipe (m)   | 17e       | Halve finale: 11e (36.25) Serie: 9e (52.50) QS                      |
| Victor Habermacher | slopestyle (m) | -         | Serie: DNS                                                          |
| Yannis Tourki      | halfpipe (m)   | 9e        | Finale: 9e (63.00) Halve finale: 4e (71.25) QF Serie: 6e (62.50) QS |
| Yannis Tourki      | slopestyle (m) | 24e       | Serie: 13e (38.00)                                                  |
|                    |                |           |                                                                     |
| Lucile Lefevre     | halfpipe (v)   | 3e        | Finale: 3e (82.25) Kwalificatie: 3e (75.75) QF                      |
| Lucile Lefevre     | slopestyle (v) | 9e        | Finale: 9e (42.25) Kwalificatie: 8e (69.25) Q                       |